# US Open 2016
US Open 2016 představoval 136. ročník čtvrtého a závěrečného grandslamového turnaje tenisové sezóny, jediného hraného na americkém kontinentu. Probíhal na otevřených dvorcích s tvrdým povrchem DecoTurf v Národním tenisovém centru Billie Jean Kingové newyorského Flushing Meadow, jakožto Mezinárodní tenisové mistrovství USA, a to v období od 29. srpna do 11. září 2016.
Turnaj byl součásti kalendáře profesionálních okruhů mužů ATP World Tour 2016 a žen WTA Tour 2016. Vítězové, vyjma soutěže smíšené čtyřhry, si do žebříčků připsali 2 000 bodů. Jednalo se o premiérový ročník, na němž byl centrální dvorec Arthura Ashe opatřen zatahovací střechou.
Obhájce vítězství v mužské dvouhře, srbský první hráč světa Novak Djoković, odešel jako poražený finalista. Ženský titul měla obhajovat Italka Flavia Pennettaová, která však ukončila profesionální kariéru.

## 136. ročník

### Pozadí

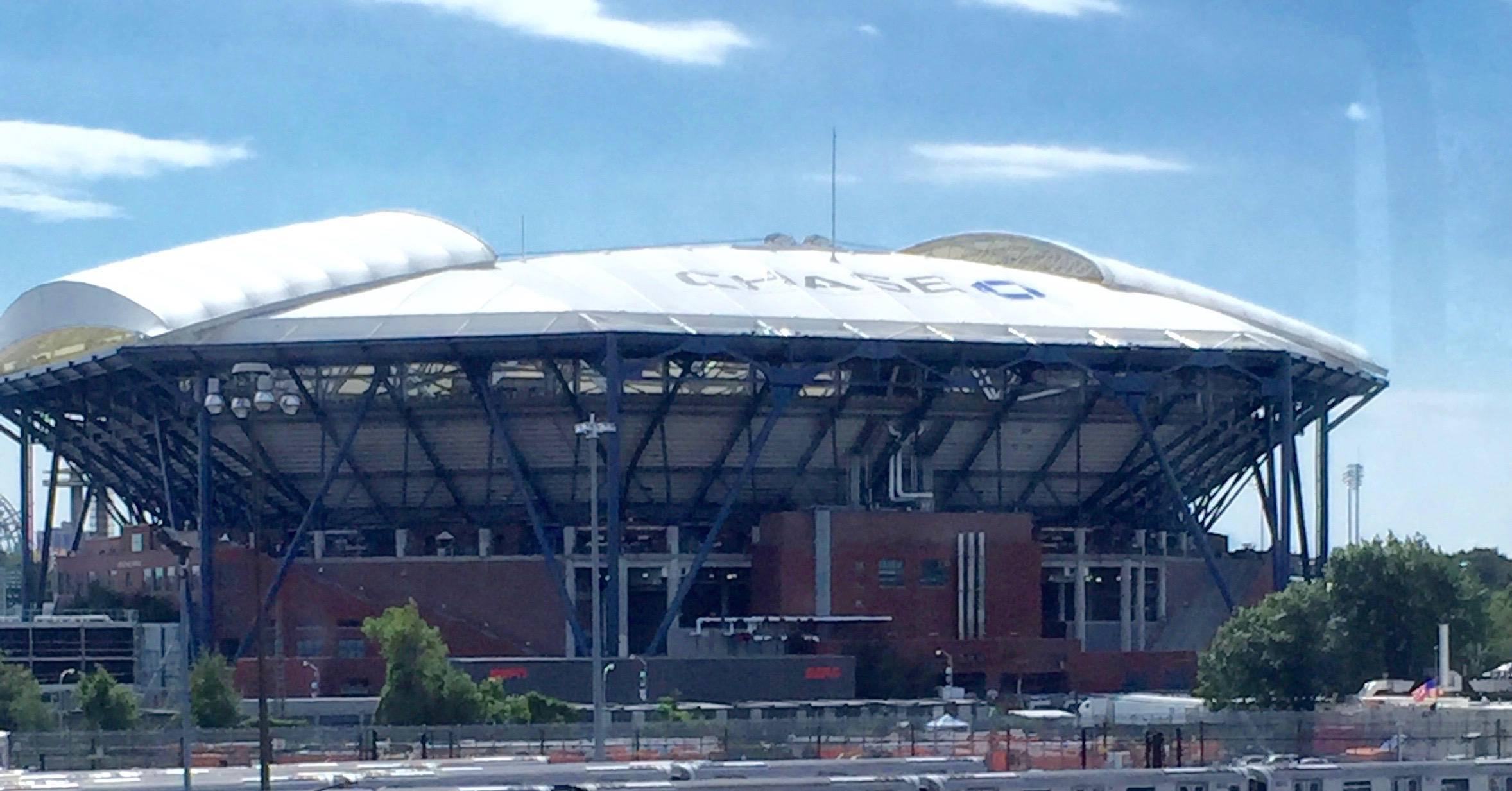
Největší tenisový stadion světa, Arthur Ashe Stadium, se zatahovací střechou během grandslamu

136. ročník US Open se odehrával mezi 29. srpnem až 11. zářím 2016 v Národním tenisovém centru Billie Jean Kingové, ležícím v parku Corona Flushing Meadows newyorské čtvrti Queens. Probíhal na tvrdém polymethylmethakrylátovém povrchu DecoTurf. První ročník turnaje se v tomto areálu uskutečnil v roce 1978. Jako jediný z událostí velké čtyřky uplatňoval tiebreak i v rozhodujících sadách zápasů.
Soutěže se konaly na 17 z celkového počtu 33 dvorců. Hlavním kurtem se stal největší tenisový stadion světa Arthur Ashe Stadium s kapacitou 23 771 sedících diváků. Druhý největší dvorec pojmenovaný Louis Armstrong Stadium pojmul do svých ochozů 10 200 návštěvníků. Do nově otevřené třetí arény Grandstand Stadium se vtěsnalo okolo šesti tisíc diváků. Jednalo se o premiérový ročník, kdy byl centrkurt Arthura Ashe opatřen zatahovací střechou. Ročník 2016 představoval poslední turnaj před demolicí stadionu Louise Armstronga a plánovanou výstavbou nového dvorce pro ročník 2018.
Po ročnících 2013 a 2014, které dle harmonogramu trvaly 15 dní, grandslam navázal na sezónu 2015 a tradiční délku 14 hracích dnů, se završením ve druhou neděli. Semifinále ženské dvouhry se odehrály ve čtvrtek 8. září večer. Semifinále mužského singlu byla naplánována na večer 9. září po skončení finále smíšené čtyřhry. V sobotu 10. září se uskutečnilo finále mužského deblu a po něm zápas o titul v ženském singlu. Poslední hrací den v neděli 11. září došlo na finále ženské čtyřhry následované zakončením mužské dvouhry.
Grandslam zahrnoval soutěže mužské i ženské dvouhry, mužskou, ženskou a smíšenou čtyřhru a soutěže juniorů do osmnácti let, které patřily do nejvyšší kategorie Grade A. Singlové a deblové soutěže vozíčkářů, včetně kvadruplegiků, jež probíhaly v rámci vozíčkářské UNIQLO tour, nebyly hrány pro souběžně konané Letní paralympijské hry 2016 v Riu de Janeiru.
Konaly se také deblové události legend, do nichž nastoupilo osm mužů a osm žen, kteří v minulosti vyhráli grandslam.

## Mediální pokrytí

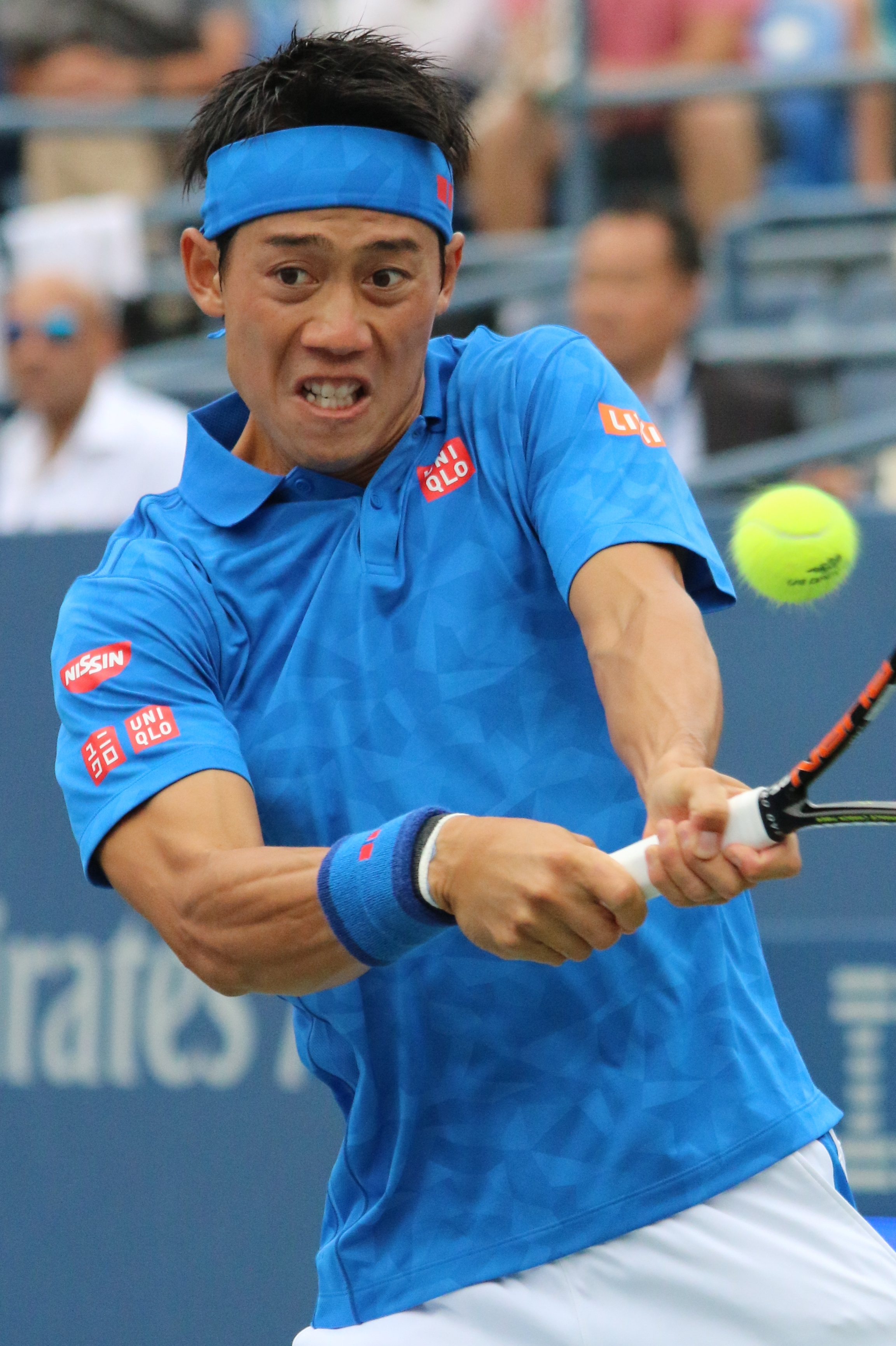
Kei Nišikori si zahrál semifinále dvouhry

Ve Spojených státech mel na vysílací práva podruhé exkluzivitu kanál ESPN, který zajišťoval živé přenosy z celé US Open Series. Jednalo se o jedenáctiletý kontrakt na období 2015–2026 v hodnotě 825 milionu dolarů. Stanice ESPN na americkém území disponovala právy na tři ze čtyř grandslamů kalendářního roku.
V ročníku 2016 byly živé přenosy poprvé v historii přenášeny z dvanácti dvorců (meziroční nárůst o jeden kurt) a to ze tří hlavních arén – Arthur Ashe Stadium, Louis Armstrong Stadium a Grandstand, a také dvorců č. 4, 5, 6, 9, 11, 12, 11, 13, 17 a dvorce P6/starého Grandstandu.

## Vítězové
Mužskou dvouhru poprvé vyhrál třetí hráč světa Stan Wawrinka ze Švýcarska, který tak dosáhl na třetí grandslamovou trofej kariéry a na okruhu ATP Tour prodloužil sérii své finálové neporazitelnosti na jedenáct utkání.
V ženské dvouhře triumfovala světová dvojka Angelique Kerberová z Německa. Po Australian Open 2016 tak vybojovala druhý grandslamový titul z dvouhry. Stala se čtvrtou levorukou šampionkou US Open a jako první tenistka od roku 2007 a Justine Heninové, s výjimkou Sereny Williamsové, získala více než jeden grandslam během kalendářní sezóny. Po turnaji se posunula do čela žebříčku WTA, jakožto 22. světová jednička v pořadí.
Mužskou čtyřhru vyhrál čtvrtý nasazený britsko-brazilský pár Jamie Murray a Bruno Soares, jehož členové si po triumfu na Australian Open 2016 připsali druhou grandslamovou trofej z mužské čtyřhry.
Ženskou čtyřhru ovládla americko-česká dvanáctá nasazená dvojice Bethanie Matteková-Sandsová a Lucie Šafářová, která na newyorském grandslamu startovala společně poprvé. Po triumfu na Australian Open 2015 a French Open 2015 si připsaly třetí společnou grandslamovou a šestou celkovou trofej ze čtyřhry.
Smíšenou soutěž ovládla nenasazená německo-chorvatská dvojice Laura Siegemundová a Mate Pavić, pro které to byl první společný turnaj. Oba se do té doby nedokázali dostat v žádné ze soutěží do čtvrtfinále.

### Galerie vítězů

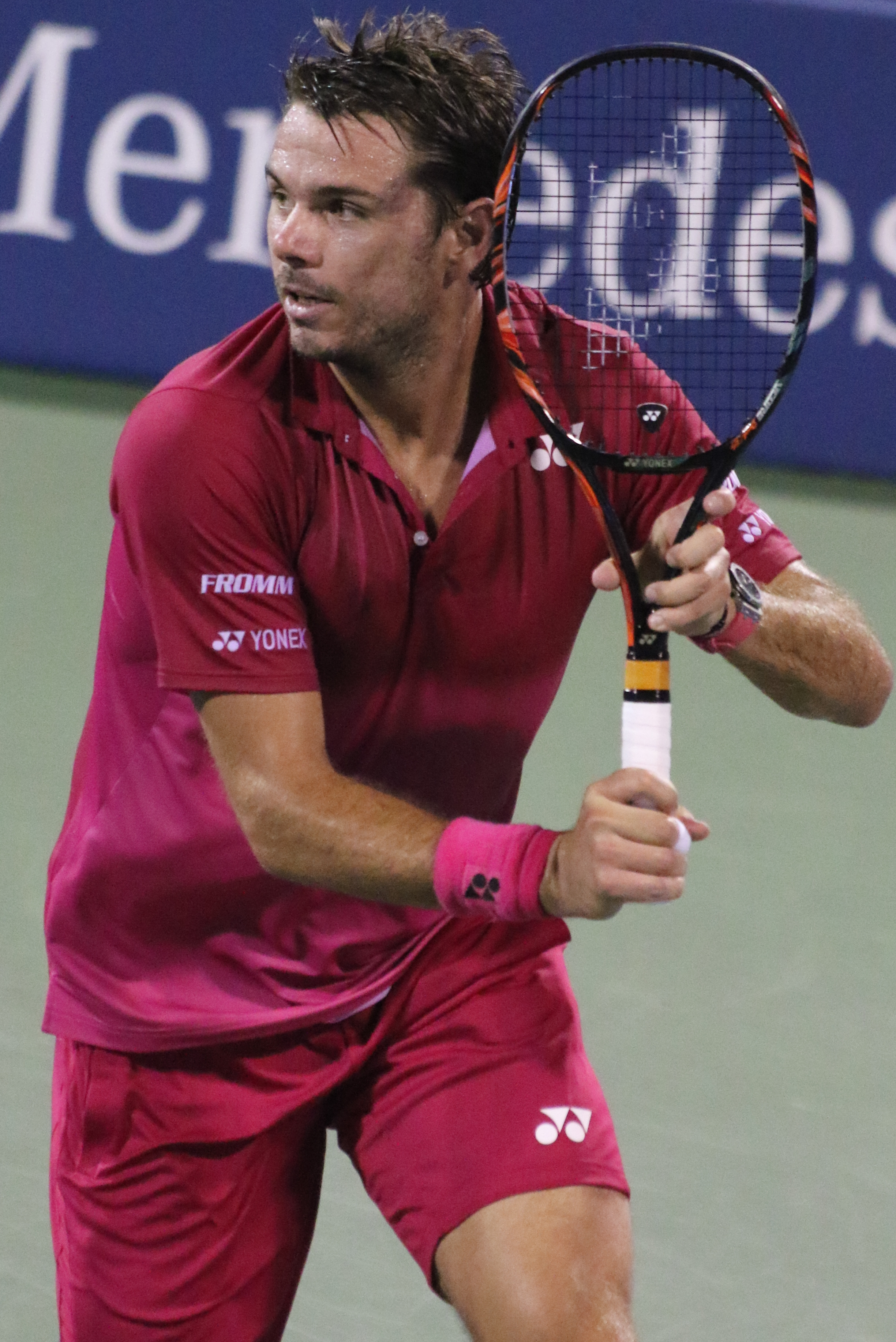
Stan Wawrinka mužská dvouhra
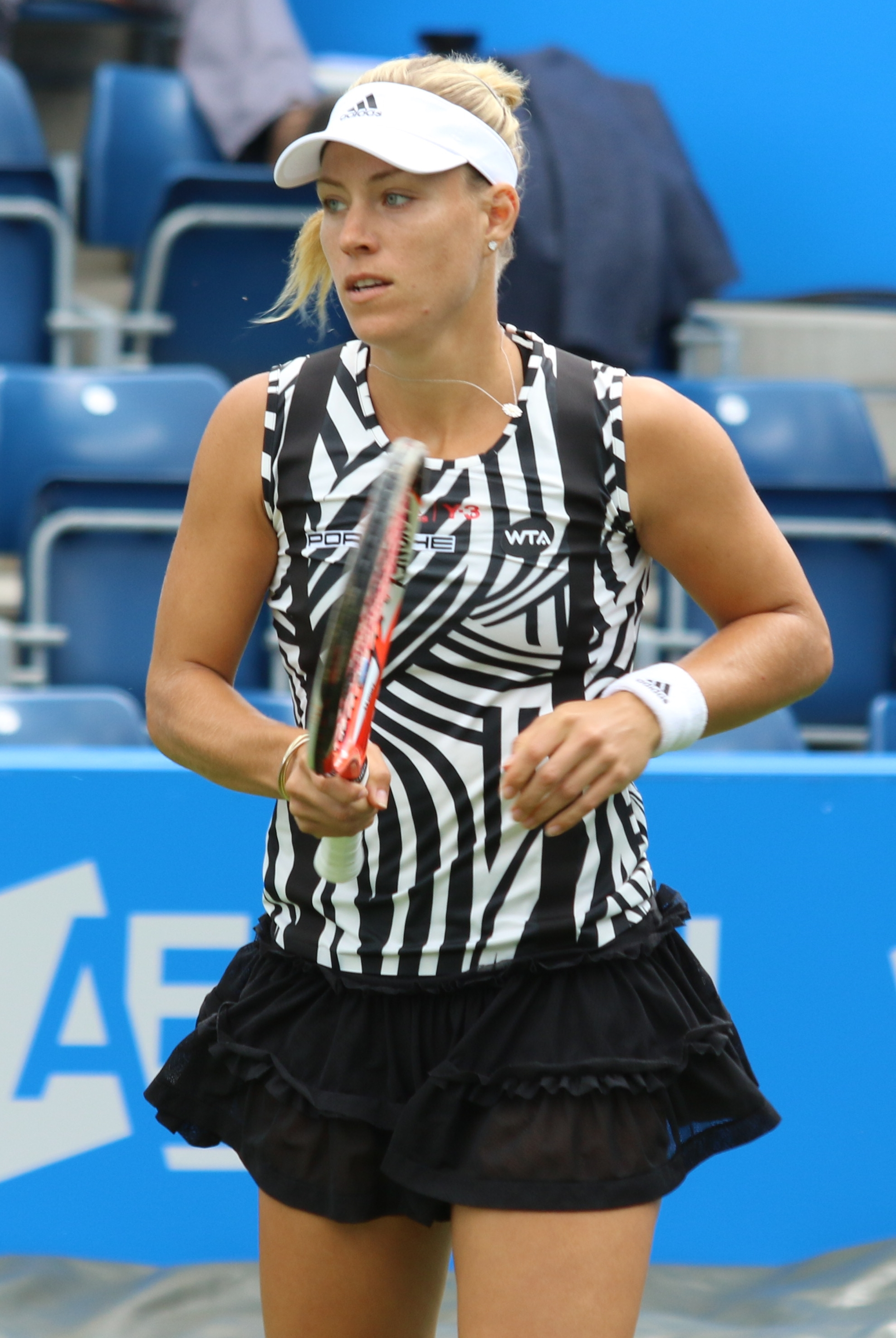
Angelique Kerberová ženská dvouhra
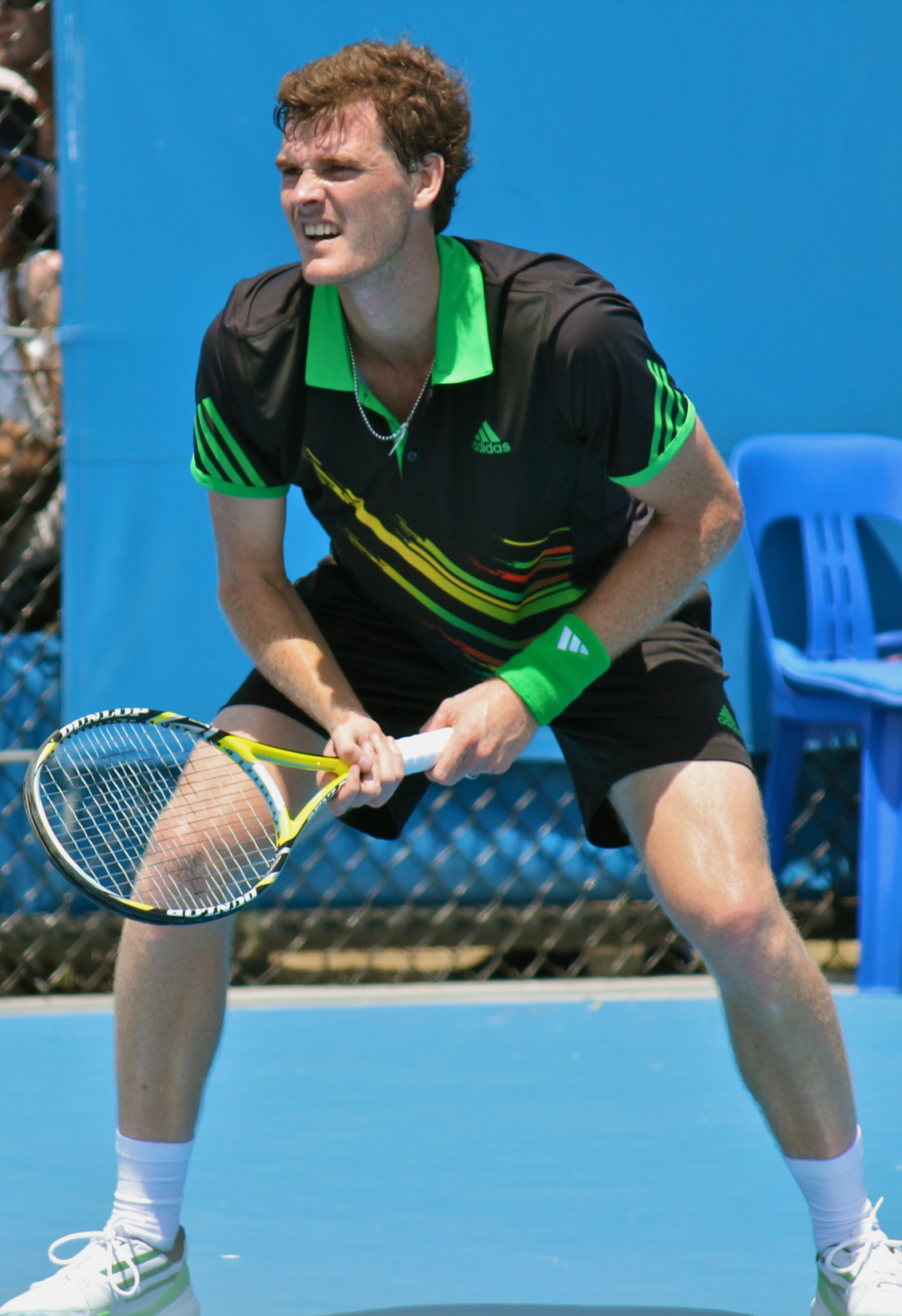
Jamie Murray mužská čtyřhra
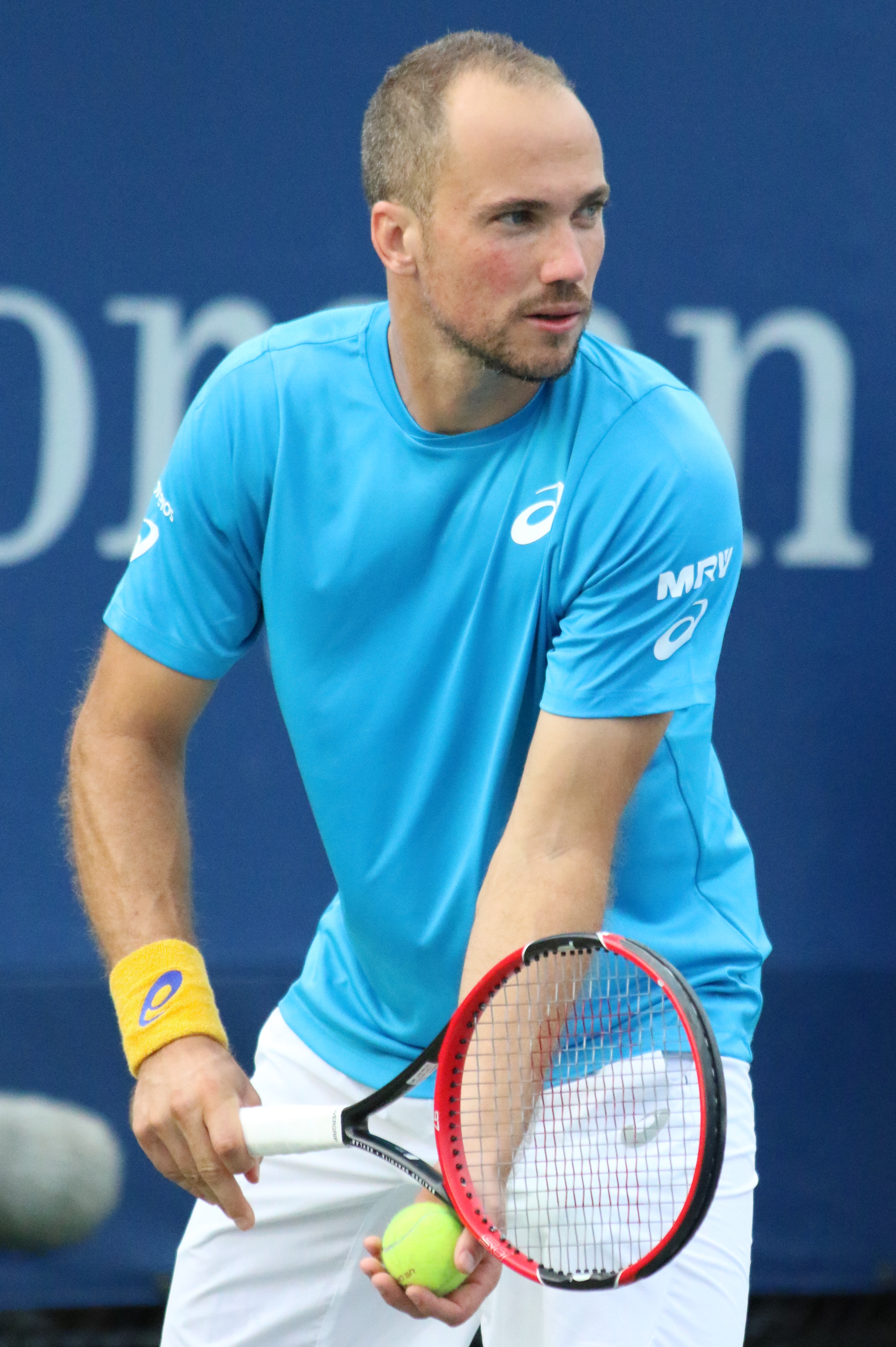
Bruno Soares mužská čtyřhra
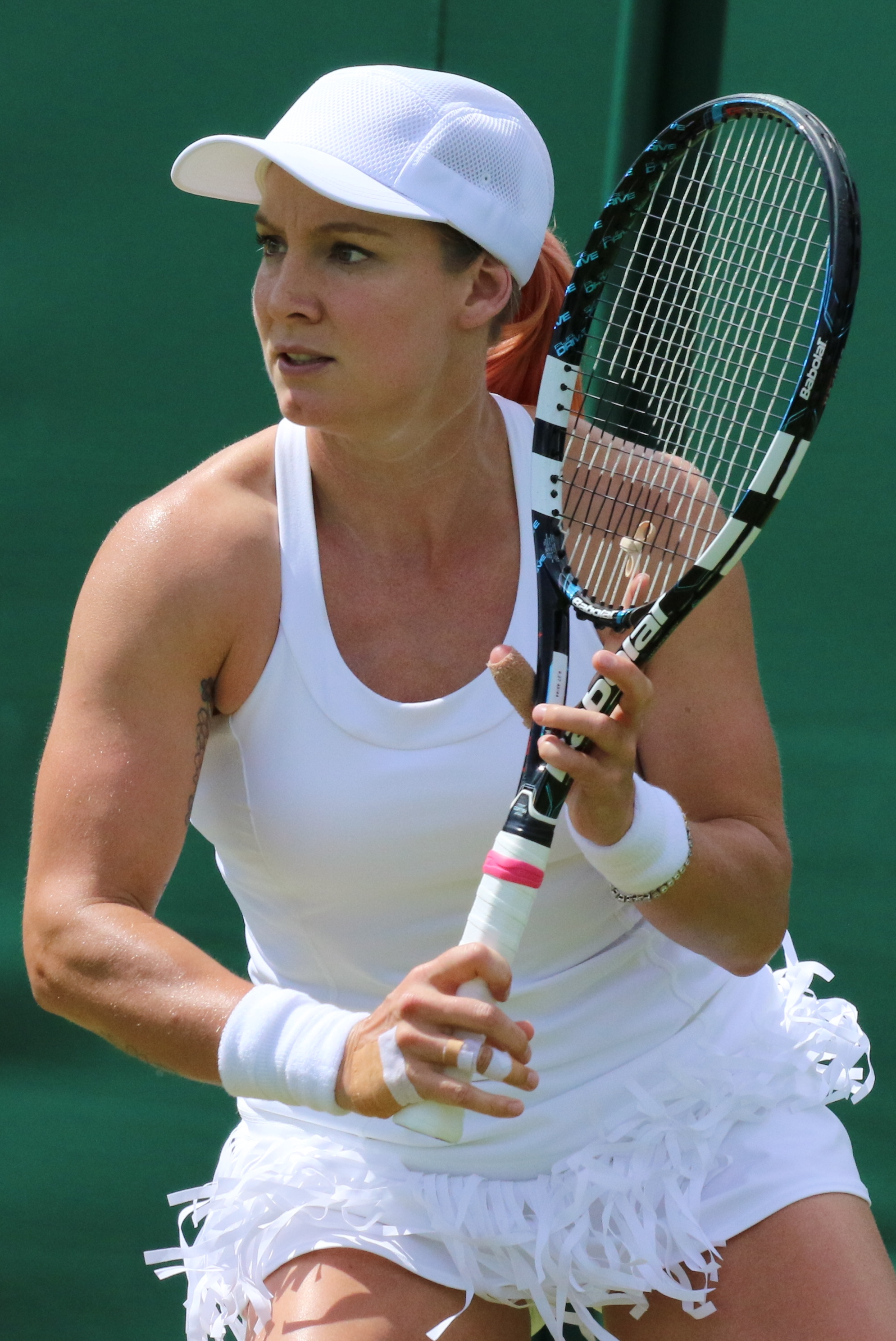
Bethanie Matteková-Sandsová ženská čtyřhra
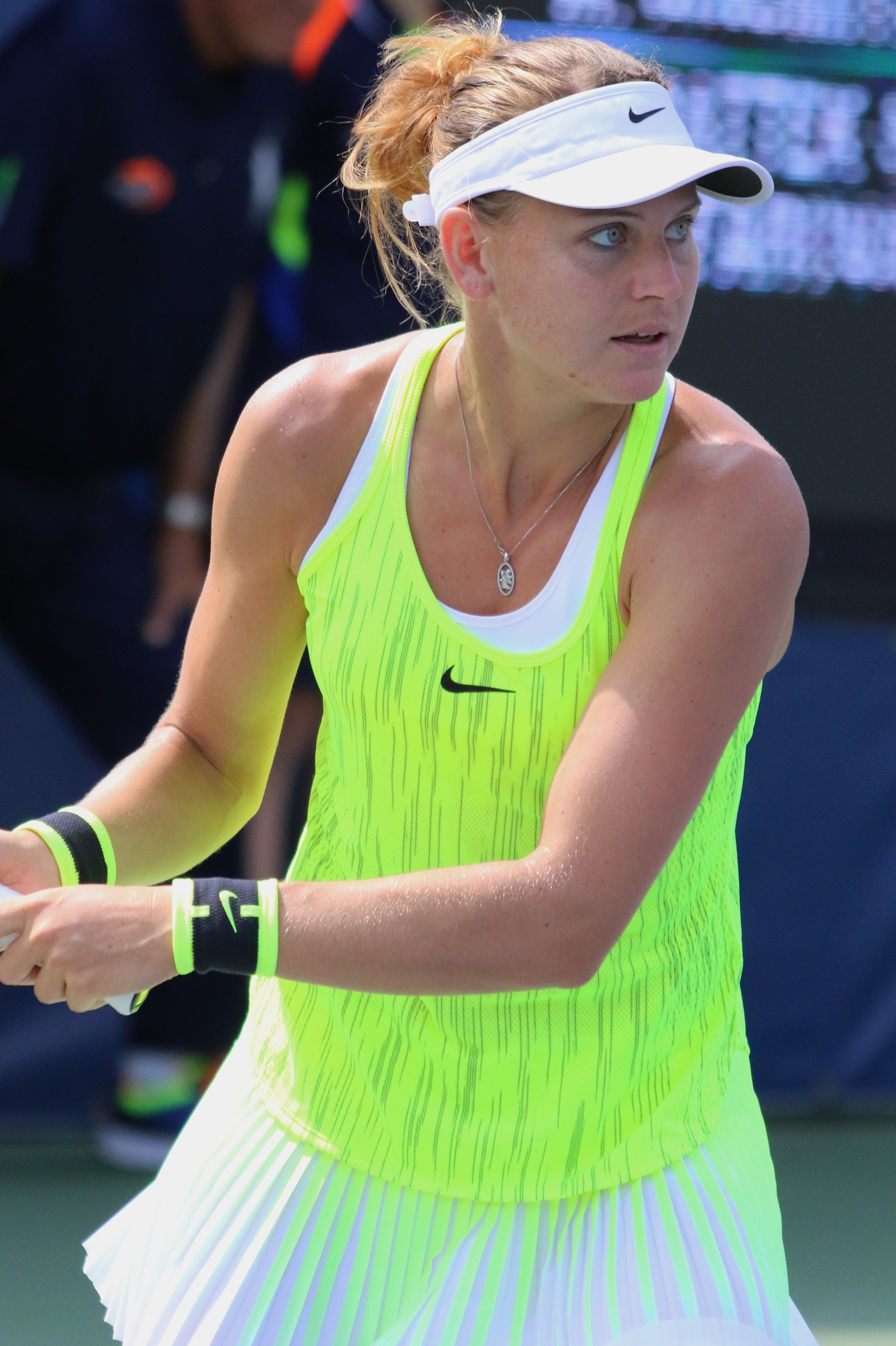
Lucie Šafářová ženská čtyřhra
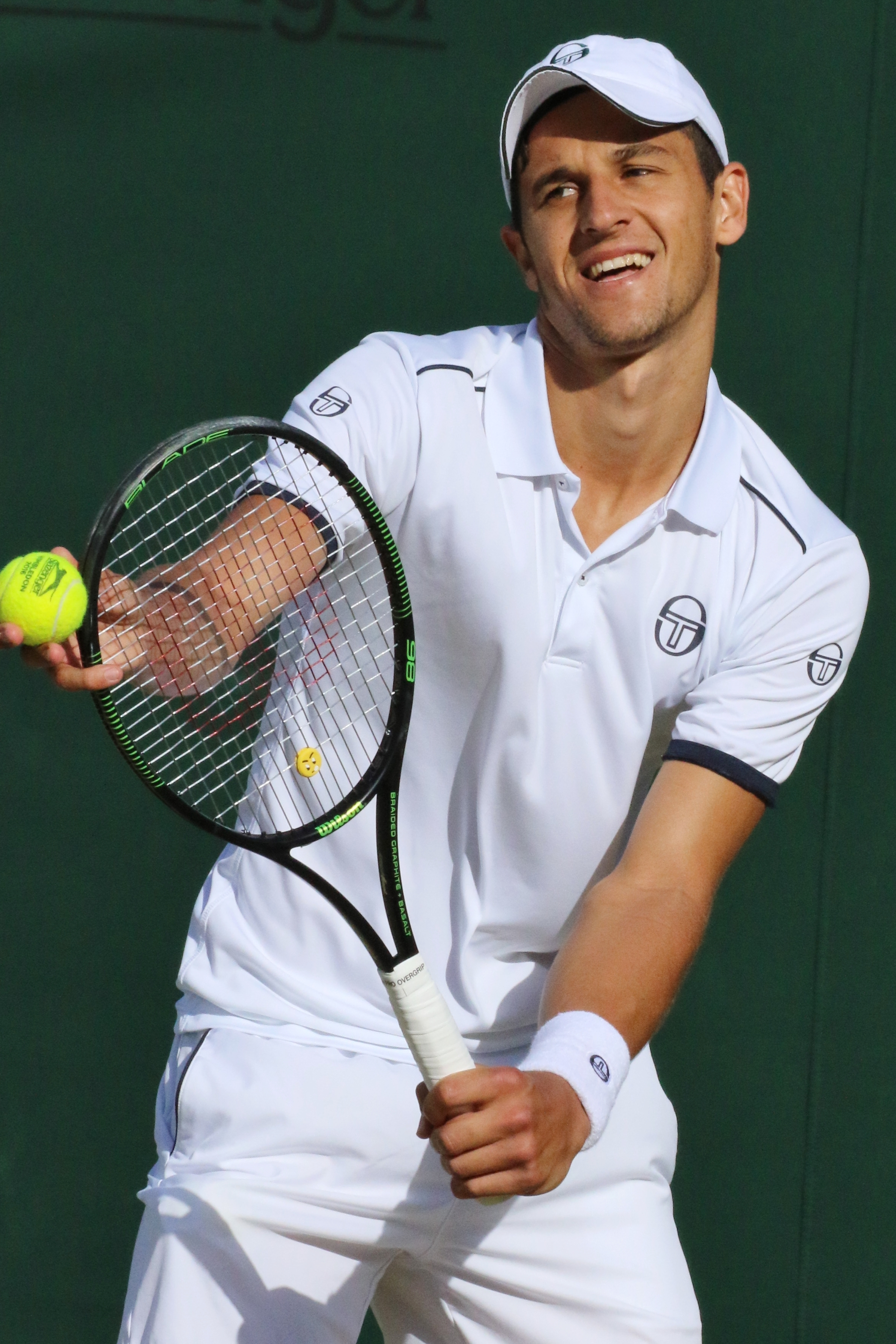
Mate Pavić smíšená čtyřhra
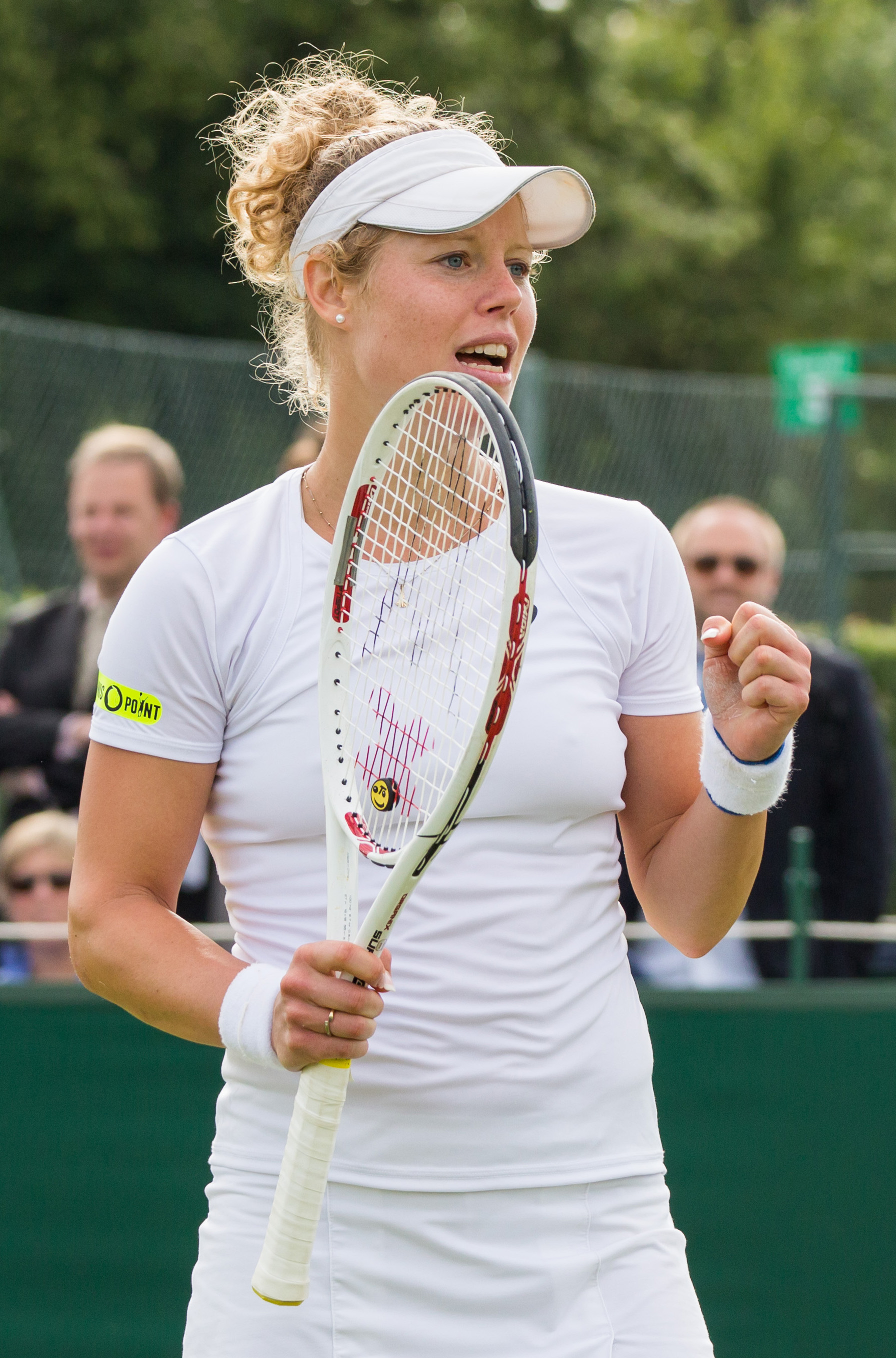
Laura Siegemundová smíšená čtyřhra

## Statistiky
- Nejvíce es:  Ivo Karlović – 120 /  Serena Williamsová – 65;[13]
- Nejrychlejší podání:  Milos Raonic – 230 km/h /  Serena Williamsová – 203 km/h;[13]
- Nejvíce dvojchyb:  Lucas Pouille – 40 /  Karolína Plíšková – 27;[13]
- Nejlepší procentuální úspěšnost prvního podání:  Dušan Lajović – 103 ze 140 (74 %) /  Polona Hercogová – 17 z 21 (81 %);[13]
- Nejvíce vyhraných míčů po prvním podání:  John Isner – 191 ze 228 (84 %) /  Serena Williamsová – 172 z 212 (81 %);[13]
- Nejvíce zreturnovaných prvních podání:  Stan Wawrinka – 150 /  Karolína Plíšková – 127;[13]
- Nejlepší procentuální úspěšnost druhého podání:  Guido Pella – 34 z 57 (60 %) /  Mónica Puigová – 14 z 21 (67 %);[13]
- Nejvíce zreturnovaných druhých podání:  Stan Wawrinka – 195 /  Angelique Kerberová – 121;[13]
- Nejvíce proměněných brejkbolů:  Stan Wawrinka – 35 /  Angelique Kerberová – 34;[13]
- Nejdelší výměny:
  - Nejdelší mužská výměna trvala 42 míčů a byla odehrána mezi Paolem Lorenzim a Andym Murrayem ve třetím kole za stavu 6–7, 5–3 a 15–40 z pohledu Lorenziho, který výměnu prohrál.[13]
  - Nejdelší ženská výměna trvala 33 míčů a byla odehrána mezi Lauren Davisovou a Elinou Svitolinovou ve druhém kole za stavu 1–6, 3–3 a 30–0 z pohledu Davisové, která výměnu vyhrála.[13]

## Dotace turnaje
Celkový základní rozpočet US Open 2016 činil 46 303 400 dolarů, což představovalo meziroční nárůst o 10 %. K danému datu se tak newyorský grandslam stal nelukrativnějším a nejnákladnějším turnajem světa.
Samotné odměny tenistům (prize money), bez bonusů, činily ve dvouhrách 36 324 000 dolarů plus 1 938 400 dolarů rozdělených v kvalifikacích. V mužské a ženské čtyřhře se jednalo o částku 5 463 600 dolarů na dvojici a v mixu si páry připsaly 500 000 dolarů. V dalších soutěžích se hrálo o úhrnnou sumu 600 000 dolarů. Bonusy tenistům na den činily okolo cca 1 478 000 dolarů.
Vítězové mužské a ženské dvouhry si připsali, k danému datu, rekordní částku 3 500 000 dolarů.

### US Open
| Soutěž                                                                   | vítězové   | finalisté  | semifinalisté | čtvrtfinalisté | 16 v kole | 32 v kole | 64 v kole | 128 v kole | Q3      | Q2      | Q1     |
| ------------------------------------------------------------------------ | ---------- | ---------- | ------------- | -------------- | --------- | --------- | --------- | ---------- | ------- | ------- | ------ |
| dvouhry                                                                  | $3 500 000 | $1 750 000 | $875 000      | $450 000       | $235 000  | $140 000  | $77 188   | $43 313    | $16 350 | $10 900 | $5 606 |
| čtyřhry                                                                  | $625 000   | $310 000   | $150 000      | $75 000        | $40 000   | $24 500   | $15 141   | —          | —       | —       | —      |
| mix                                                                      | $150 000   | $70 000    | $30 000       | $15 000        | $10 000   | $5 000    | —         | —          | —       | —       | —      |
| Částky jsou uváděny v amerických dolarech a v deblových soutěžích na pár |            |            |               |                |           |           |           |            |         |         |        |

### Bonusové finanční prémie
Tenisté a tenistky, kteří se umístili na prvních třech místech dvouhry v turnajích Emirates Airline US Open Series 2016 získali finanční prémii podle dosaženého výsledku na grandslamu.
| US Open 2016     | Emirates Airline US Open Series 2016 | Emirates Airline US Open Series 2016 | Emirates Airline US Open Series 2016 | Emirates Airline US Open Series 2016 | Emirates Airline US Open Series 2016 | Emirates Airline US Open Series 2016 |
| US Open 2016     | 1. místo                             | 1. místo                             | 2. místo                             | 2. místo                             | 3. místo                             | 3. místo                             |
| ---------------- | ------------------------------------ | ------------------------------------ | ------------------------------------ | ------------------------------------ | ------------------------------------ | ------------------------------------ |
| vítěz            | $1 000 000                           | $1 000 000                           | $500 000                             | $500 000                             | $250 000                             | $250 000                             |
| finalista        | $500 000                             | $500 000                             | $250 000                             | $250 000                             | $125 000                             | $125 000                             |
| semifinalista    | $250 000                             | $250 000                             | $125 000                             | $125 000                             | $62 500                              | $62 500                              |
| čtvrtfinalista   | $125 000                             | $125 000                             | $62 500                              | $62 500                              | $31 250                              | $31 250                              |
| 16 hráčů v kole  | $70 000                              | $70 000                              | $35 000                              | $35 000                              | $17 500                              | $17 500                              |
| 32 hráčů v kole  | $40 000                              | $40 000                              | $20 000                              | $20 000                              | $10 000                              | $10 000                              |
| 64 hráčů v kole  | $25 000                              | $25 000                              | $12 500                              | $12 500                              | $6 250                               | $6 250                               |
| 128 hráčů v kole | $15 000                              | $15 000                              | $7 500                               | $7 500                               | $3 750                               | $3 750                               |
| Výše bonusu      | Kei Nišikori                         | 250 000 $                            | Grigor Dimitrov                      | 35 000 $                             | Milos Raonic                         | 6 250 $                              |
| Výše bonusu      | Agnieszka Radwańská                  | 70 000 $                             | Johanna Kontaová                     | 35 000 $                             | Simona Halepová                      | 31 250 $                             |

## Body do žebříčků ATP a WTA
Tabulka uvádí zisk bodů do žebříčku ATP a WTA v závislosti na kole turnaje, ve kterém tenista vypadl.
| Dospělí               | Dospělí  | Dospělí   | Dospělí       | Dospělí        | Dospělí   | Dospělí   | Dospělí   | Dospělí    | Dospělí | Dospělí | Dospělí | Dospělí |
| Soutěž                | vítězové | finalisté | semifinalisté | čtvrtfinalisté | 16 v kole | 32 v kole | 64 v kole | 128 v kole | Q       | Q3      | Q2      | Q1      |
| --------------------- | -------- | --------- | ------------- | -------------- | --------- | --------- | --------- | ---------- | ------- | ------- | ------- | ------- |
| dvouhra mužů          | 2000     | 1200      | 720           | 360            | 180       | 90        | 45        | 10         | 25      | 16      | 8       | 0       |
| čtyřhra mužů          | 2000     | 1200      | 720           | 360            | 180       | 90        | 0         | N/A        | N/A     | N/A     | N/A     | N/A     |
| dvouhra žen           | 2000     | 1300      | 780           | 430            | 240       | 130       | 70        | 10         | 40      | 30      | 20      | 2       |
| čtyřhra žen           | 2000     | 1300      | 780           | 430            | 240       | 130       | 10        | N/A        | N/A     | N/A     | N/A     | N/A     |
| Junioři               |          |           |               |                |           |           |           |            |         |         |         |         |
|                       | vítězové | finalisté | semifinalisté | čtvrtfinalisté | 16 v kole | 32 v kole | Q         | Q3         | N/A     | N/A     | N/A     | N/A     |
| dvouhra juniorů       | 375      | 270       | 180           | 120            | 75        | 30        | 25        | 20         | N/A     | N/A     | N/A     | N/A     |
| dvouhra juniorek      | 375      | 270       | 180           | 120            | 75        | 30        | 25        | 20         | N/A     | N/A     | N/A     | N/A     |
| čtyřhra juniorů       | 270      | 180       | 120           | 75             | 45        | N/A       | N/A       | N/A        | N/A     | N/A     | N/A     | N/A     |
| čtyřhra juniorek      | 270      | 180       | 120           | 75             | 45        | N/A       | N/A       | N/A        | N/A     | N/A     | N/A     | N/A     |
| Vozíčkáři             |          |           |               |                |           |           |           |            |         |         |         |         |
|                       | vítězové | finalisté | semifinalisté | čtvrtfinalisté | N/A       | N/A       | N/A       | N/A        | N/A     | N/A     | N/A     | N/A     |
| dvouhra               | 800      | 500       | 375           | 100            | N/A       | N/A       | N/A       | N/A        | N/A     | N/A     | N/A     | N/A     |
| čtyřhra               | 800      | 500       | 100           | —              | N/A       | N/A       | N/A       | N/A        | N/A     | N/A     | N/A     | N/A     |
| dvouhra kvadroplegiků | 800      | 500       | 100           | —              | N/A       | N/A       | N/A       | N/A        | N/A     | N/A     | N/A     | N/A     |
| čtyřhra kvadroplegiků | 800      | 100       | —             | —              | N/A       | N/A       | N/A       | N/A        | N/A     | N/A     | N/A     | N/A     |

## Odhlášení tenisté

### Muži
| Žebříček                      | hráč          | bodový stav   | bodový stav | bodový stav | bodový stav | odstoupil pro   |
| Žebříček                      | hráč          | před turnajem | obhajoval   | zisk        | po turnaji  | odstoupil pro   |
| ----------------------------- | ------------- | ------------- | ----------- | ----------- | ----------- | --------------- |
| 4.                            | Roger Federer | 4 945         | 1 200       | 0           | 3 745       | poranění kolene |
| 8.                            | Tomáš Berdych | 3 570         | 180         | 0           | 3 390       | apendicitidu    |
| žebříček ATP k 22. srpnu 2016 |               |               |             |             |             |                 |

Úplný seznam
Úplné složení odstoupivších a hráčů, kteří je nahradili v mužské dvouhře.
- Tomáš Berdych → nahradil jej  Lukáš Lacko
- Roger Federer → nahradil jej  Dustin Brown
- Ernests Gulbis → nahradil jej  Denis Kudla
- Thanasi Kokkinakis → nahradil jej  Jozef Kovalík
- Tommy Robredo → nahradil jej  Teimuraz Gabašvili
- Dmitrij Tursunov → nahradil jej  Daniel Brands

### Ženy
| Žebříček                      | hráčka              | bodový stav   | bodový stav | bodový stav | bodový stav | odstoupila pro      |
| Žebříček                      | hráčka              | před turnajem | obhajovala  | zisk        | po turnaji  | odstoupila pro      |
| ----------------------------- | ------------------- | ------------- | ----------- | ----------- | ----------- | ------------------- |
| 7.                            | Viktoria Azarenková | 3 551         | 430         | 0           | 3 121       | těhotenství         |
| 25.                           | Sloane Stephensová  | 1 612         | 10          | 0           | 1 602       | poranění pravé nohy |
| žebříček WTA k 22. srpnu 2016 |                     |               |             |             |             |                     |

Úplný seznam
Úplné složení odstoupivších a hráček, které je nahradily v ženské dvouhře.
- Viktoria Azarenková → nahradila ji  Aljaksandra Sasnovičová
- Margarita Gasparjanová → nahradila ji  Jevgenija Rodinová
- Galina Voskobojevová → nahradila ji  Stefanie Vögeleová
- Sloane Stephensová → nahradila ji  Alison Van Uytvancková

## Dospělí

### Dvouhra mužů
|  | Čtvrtfinále | Čtvrtfinále           | Čtvrtfinále  | Čtvrtfinále   | Čtvrtfinále | Čtvrtfinále | Čtvrtfinále |                |               | Semifinále | Semifinále | Semifinále | Semifinále | Semifinále | Semifinále | Semifinále |  |  | Finále | Finále         | Finále | Finále | Finále | Finále | Finále |
|  |             |                       |              |               |             |             |             |                |               |            |            |            |            |            |            |            |  |  |        |                |        |        |        |        |        |
|  | 1           | Novak Djoković        | 6            | 6             | 0           |             |             |                |               |            |            |            |            |            |            |            |  |  |        |                |        |        |        |        |        |
|  | 9           | Jo-Wilfried Tsonga    | 3            | 2             | 0r          |             |             |                |               |            |            |            |            |            |            |            |  |  |        |                |        |        |        |        |        |
|  | 9           | Jo-Wilfried Tsonga    | 3            | 2             | 0r          |             | 1           | Novak Djoković | 6             | 6          | 3          | 6          |            |            |            |            |  |  |        |                |        |        |        |        |        |
|  |             |                       |              |               |             |             |             | Novak Djoković | 6             | 6          | 3          | 6          |            |            |            |            |  |  |        |                |        |        |        |        |        |
|  |             | 10                    | Gaël Monfils | 3             | 2           | 6           | 2           |                |               |            |            |            |            |            |            |            |  |  |        |                |        |        |        |        |        |
|  | 24          | 10                    | Gaël Monfils | 3             | 2           | 6           | 2           | Lucas Pouille  | 4             | 3          | 3          |            |            |            |            |            |  |  |        |                |        |        |        |        |        |
|  | 24          |                       |              |               |             |             |             | Lucas Pouille  | 4             | 3          | 3          |            |            |            |            |            |  |  |        |                |        |        |        |        |        |
|  | 10          | Gaël Monfils          | 6            | 6             | 6           |             |             |                |               |            |            |            |            |            |            |            |  |  |        |                |        |        |        |        |        |
|  |             |                       |              |               |             |             |             |                |               |            |            |            |            |            |            |            |  |  | 1      | Novak Djoković | 7      | 4      | 5      | 3      |        |
|  |             |                       | 3            | Stan Wawrinka | 61          | 6           | 7           | 6              |               |            |            |            |            |            |            |            |  |  |        |                |        |        |        |        |        |
|  | WC          | Juan Martín del Potro | 65           | 6             | 3           | 2           |             |                |               |            |            |            |            |            |            |            |  |  |        |                |        |        |        |        |        |
|  | 3           | Stan Wawrinka         | 7            | 4             | 6           | 6           |             |                |               |            |            |            |            |            |            |            |  |  |        |                |        |        |        |        |        |
|  | 3           | Stan Wawrinka         | 7            | 4             | 6           | 6           |             | 3              | Stan Wawrinka | 4          | 7          | 6          | 6          |            |            |            |  |  |        |                |        |        |        |        |        |
|  |             |                       |              |               |             |             |             | 3              | Stan Wawrinka | 4          | 7          | 6          | 6          |            |            |            |  |  |        |                |        |        |        |        |        |
|  |             | 6                     | Kei Nišikori | 6             | 5           | 4           | 2           |                |               |            |            |            |            |            |            |            |  |  |        |                |        |        |        |        |        |
|  | 6           | 6                     | Kei Nišikori | 6             | 5           | 4           | 2           | Kei Nišikori   | 1             | 6          | 4          | 6          | 7          |            |            |            |  |  |        |                |        |        |        |        |        |
|  | 6           |                       |              |               |             |             |             | Kei Nišikori   | 1             | 6          | 4          | 6          | 7          |            |            |            |  |  |        |                |        |        |        |        |        |
|  | 2           | Andy Murray           | 6            | 4             | 6           | 1           | 5           |                |               |            |            |            |            |            |            |            |  |  |        |                |        |        |        |        |        |

### Dvouhra žen
|  | Čtvrtfinále | Čtvrtfinále            | Čtvrtfinále         | Čtvrtfinále | Čtvrtfinále |                    |                    | Semifinále         | Semifinále | Semifinále | Semifinále | Semifinále |                   |   | Finále | Finále | Finále | Finále | Finále |
|  |             |                        |                     |             |             |                    |                    |                    |            |            |            |            |                   |   |        |        |        |        |        |
|  | 1           | Serena Williamsová     | 6                   | 4           | 6           |                    |                    |                    |            |            |            |            |                   |   |        |        |        |        |        |
|  | 5           | Simona Halepová        | 2                   | 6           | 3           |                    |                    |                    |            |            |            |            |                   |   |        |        |        |        |        |
|  | 5           | Simona Halepová        | 2                   | 6           | 3           |                    | 1                  | Serena Williamsová | 2          | 65         |            |            |                   |   |        |        |        |        |        |
|  |             |                        |                     |             |             |                    | 1                  | Serena Williamsová | 2          | 65         |            |            |                   |   |        |        |        |        |        |
|  |             | 10                     | Karolína Plíšková   | 6           | 7           |                    |                    |                    |            |            |            |            |                   |   |        |        |        |        |        |
|  |             | 10                     | Karolína Plíšková   | 6           | 7           | Ana Konjuhová      | 2                  | 2                  |            |            |            |            |                   |   |        |        |        |        |        |
|  |             |                        |                     |             |             | Ana Konjuhová      | 2                  | 2                  |            |            |            |            |                   |   |        |        |        |        |        |
|  | 10          | Karolína Plíšková      | 6                   | 6           |             |                    |                    |                    |            |            |            |            |                   |   |        |        |        |        |        |
|  | 10          | Karolína Plíšková      | 6                   | 6           |             |                    |                    |                    |            |            |            | 10         | Karolína Plíšková | 3 | 6      | 4      |        |        |        |
|  |             |                        |                     |             |             |                    |                    |                    |            |            |            |            |                   | 3 | 6      | 4      |        |        |        |
|  |             | 2                      | Angelique Kerberová | 6           | 4           | 6                  |                    |                    |            |            |            |            |                   |   |        |        |        |        |        |
|  |             | 2                      | Angelique Kerberová | 6           | 4           | 6                  | Caroline Wozniacká | 6                  | 6          |            |            |            |                   |   |        |        |        |        |        |
|  |             |                        |                     |             |             |                    | Caroline Wozniacká | 6                  | 6          |            |            |            |                   |   |        |        |        |        |        |
|  |             | Anastasija Sevastovová | 0                   | 2           |             |                    |                    |                    |            |            |            |            |                   |   |        |        |        |        |        |
|  |             | Anastasija Sevastovová | 0                   | 2           |             | Caroline Wozniacká | 4                  | 3                  |            |            |            |            |                   |   |        |        |        |        |        |
|  |             |                        |                     |             |             |                    | 4                  | 3                  |            |            |            |            |                   |   |        |        |        |        |        |
|  |             | 2                      | Angelique Kerberová | 6           | 6           |                    |                    |                    |            |            |            |            |                   |   |        |        |        |        |        |
|  | 7           | 2                      | Angelique Kerberová | 6           | 6           | Roberta Vinciová   | 5                  | 0                  |            |            |            |            |                   |   |        |        |        |        |        |
|  | 7           |                        |                     |             |             | Roberta Vinciová   | 5                  | 0                  |            |            |            |            |                   |   |        |        |        |        |        |
|  | 2           | Angelique Kerberová    | 7                   | 6           |             |                    |                    |                    |            |            |            |            |                   |   |        |        |        |        |        |

### Čtyřhra mužů
|  | Čtvrtfinále | Čtvrtfinále                                | Čtvrtfinále                                | Čtvrtfinále | Čtvrtfinále |                                     |                           | Semifinále                 | Semifinále                | Semifinále | Semifinále | Semifinále |  |  | Finále | Finále | Finále | Finále | Finále |
|  |             |                                            |                                            |             |             |                                     |                           |                            |                           |            |            |            |  |  |        |        |        |        |        |
|  | 1           | Pierre-Hugues Herbert Nicolas Mahut        | 6                                          | 7           |             |                                     |                           |                            |                           |            |            |            |  |  |        |        |        |        |        |
|  |             | Robert Lindstedt Ajsám Kúreší              | 3                                          | 64          |             |                                     |                           |                            |                           |            |            |            |  |  |        |        |        |        |        |
|  |             | Robert Lindstedt Ajsám Kúreší              | 3                                          | 64          | 1           | Pierre-Hugues Herbert Nicolas Mahut | 5                         | 6                          | 3                         |            |            |            |  |  |        |        |        |        |        |
|  |             |                                            |                                            |             |             |                                     | 5                         | 6                          | 3                         |            |            |            |  |  |        |        |        |        |        |
|  |             | 4                                          | Jamie Murray Bruno Soares                  | 7           | 4           | 6                                   |                           |                            |                           |            |            |            |  |  |        |        |        |        |        |
|  | 4           | 4                                          | Jamie Murray Bruno Soares                  | 7           | 4           | 6                                   | Jamie Murray Bruno Soares | 711                        | 2                         | 6          |            |            |  |  |        |        |        |        |        |
|  | 4           |                                            |                                            |             |             |                                     | Jamie Murray Bruno Soares | 711                        | 2                         | 6          |            |            |  |  |        |        |        |        |        |
|  |             | Chris Guccione André Sá                    | 69                                         | 6           | 3           |                                     |                           |                            |                           |            |            |            |  |  |        |        |        |        |        |
|  |             |                                            |                                            |             |             |                                     |                           | 4                          | Jamie Murray Bruno Soares | 6          | 6          |            |  |  |        |        |        |        |        |
|  |             |                                            |                                            |             |             |                                     |                           |                            |                           |            |            |            |  |  |        |        |        |        |        |
|  |             |                                            | Pablo Carreño Busta Guillermo García-López | 2           | 3           |                                     |                           |                            |                           |            |            |            |  |  |        |        |        |        |        |
|  | 8           | Feliciano López Marc López                 | Pablo Carreño Busta Guillermo García-López | 2           | 3           | 7                                   | 4                         | 6                          |                           |            |            |            |  |  |        |        |        |        |        |
|  | 8           | Feliciano López Marc López                 |                                            |             |             | 7                                   | 4                         | 6                          |                           |            |            |            |  |  |        |        |        |        |        |
|  | 3           | Bob Bryan Mike Bryan                       | 62                                         | 6           | 3           |                                     |                           |                            |                           |            |            |            |  |  |        |        |        |        |        |
|  | 3           | Bob Bryan Mike Bryan                       | 62                                         | 6           | 3           |                                     | 8                         | Feliciano López Marc López | 3                         | 64         |            |            |  |  |        |        |        |        |        |
|  |             |                                            |                                            |             |             |                                     | 8                         | Feliciano López Marc López | 3                         | 64         |            |            |  |  |        |        |        |        |        |
|  |             |                                            | Pablo Carreño Busta Guillermo García-López | 6           | 7           |                                     |                           |                            |                           |            |            |            |  |  |        |        |        |        |        |
|  | 12          | Łukasz Kubot Alexander Peya                | Pablo Carreño Busta Guillermo García-López | 6           | 7           | 68                                  | 7                         | 4                          |                           |            |            |            |  |  |        |        |        |        |        |
|  | 12          | Łukasz Kubot Alexander Peya                |                                            |             |             | 68                                  | 7                         | 4                          |                           |            |            |            |  |  |        |        |        |        |        |
|  |             | Pablo Carreño Busta Guillermo García-López | 710                                        | 63          | 6           |                                     |                           |                            |                           |            |            |            |  |  |        |        |        |        |        |

### Čtyřhra žen
|  | Čtvrtfinále | Čtvrtfinále                               | Čtvrtfinále                             | Čtvrtfinále | Čtvrtfinále |                                        |                                           | Semifinále | Semifinále | Semifinále | Semifinále | Semifinále |                                           |   | Finále | Finále | Finále | Finále | Finále |
|  |             |                                           |                                         |             |             |                                        |                                           |            |            |            |            |            |                                           |   |        |        |        |        |        |
|  | 1           | Caroline Garciaová Kristina Mladenovicová | 7                                       | 6           |             |                                        |                                           |            |            |            |            |            |                                           |   |        |        |        |        |        |
|  | 7           | Sania Mirzaová Barbora Strýcová           | 63                                      | 1           |             |                                        |                                           |            |            |            |            |            |                                           |   |        |        |        |        |        |
|  | 7           | Sania Mirzaová Barbora Strýcová           | 63                                      | 1           |             | 1                                      | Caroline Garciaová Kristina Mladenovicová | 6          | 6          |            |            |            |                                           |   |        |        |        |        |        |
|  |             |                                           |                                         |             |             |                                        | Caroline Garciaová Kristina Mladenovicová | 6          | 6          |            |            |            |                                           |   |        |        |        |        |        |
|  |             | 6                                         | Martina Hingisová Coco Vandewegheová    | 3           | 4           |                                        |                                           |            |            |            |            |            |                                           |   |        |        |        |        |        |
|  | 16          | 6                                         | Martina Hingisová Coco Vandewegheová    | 3           | 4           | Barbora Krejčíková Kateřina Siniaková  | 1                                         | 2          |            |            |            |            |                                           |   |        |        |        |        |        |
|  | 16          |                                           |                                         |             |             | Barbora Krejčíková Kateřina Siniaková  | 1                                         | 2          |            |            |            |            |                                           |   |        |        |        |        |        |
|  | 6           | Martina Hingisová Coco Vandewegheová      | 6                                       | 6           |             |                                        |                                           |            |            |            |            |            |                                           |   |        |        |        |        |        |
|  | 6           | Martina Hingisová Coco Vandewegheová      | 6                                       | 6           |             |                                        |                                           |            |            |            |            | 1          | Caroline Garciaová Kristina Mladenovicová | 6 | 65     | 4      |        |        |        |
|  |             |                                           |                                         |             |             |                                        |                                           |            |            |            |            |            |                                           | 6 | 65     | 4      |        |        |        |
|  |             | 12                                        | Bethanie Mattek-Sandsová Lucie Šafářová | 2           | 7           | 6                                      |                                           |            |            |            |            |            |                                           |   |        |        |        |        |        |
|  | 12          | 12                                        | Bethanie Mattek-Sandsová Lucie Šafářová | 2           | 7           | 6                                      | Bethanie Mattek-Sandsová Lucie Šafářová   | 6          | 6          |            |            |            |                                           |   |        |        |        |        |        |
|  | 12          |                                           |                                         |             |             |                                        | Bethanie Mattek-Sandsová Lucie Šafářová   | 6          | 6          |            |            |            |                                           |   |        |        |        |        |        |
|  | WC          | Asia Muhammadová Taylor Townsendová       | 1                                       | 2           |             |                                        |                                           |            |            |            |            |            |                                           |   |        |        |        |        |        |
|  | WC          | Asia Muhammadová Taylor Townsendová       | 1                                       | 2           |             | 12                                     | Bethanie Mattek-Sandsová Lucie Šafářová   | 6          | 7          |            |            |            |                                           |   |        |        |        |        |        |
|  |             |                                           |                                         |             |             |                                        | Bethanie Mattek-Sandsová Lucie Šafářová   | 6          | 7          |            |            |            |                                           |   |        |        |        |        |        |
|  |             | 5                                         | Jekatěrina Makarovová Jelena Vesninová  | 2           | 64          |                                        |                                           |            |            |            |            |            |                                           |   |        |        |        |        |        |
|  | 5           | 5                                         | Jekatěrina Makarovová Jelena Vesninová  | 2           | 64          | Jekatěrina Makarovová Jelena Vesninová | 6                                         | 6          |            |            |            |            |                                           |   |        |        |        |        |        |
|  | 5           |                                           |                                         |             |             | Jekatěrina Makarovová Jelena Vesninová | 6                                         | 6          |            |            |            |            |                                           |   |        |        |        |        |        |
|  | 13          | Andreja Klepačová Katarina Srebotniková   | 4                                       | 2           |             |                                        |                                           |            |            |            |            |            |                                           |   |        |        |        |        |        |

### Smíšená čtyřhra
|  | Čtvrtfinále | Čtvrtfinále                                | Čtvrtfinále                                | Čtvrtfinále | Čtvrtfinále |                               |                               | Semifinále | Semifinále                    | Semifinále | Semifinále | Semifinále |  |  | Finále | Finále | Finále | Finále | Finále |
|  |             |                                            |                                            |             |             |                               |                               |            |                               |            |            |            |  |  |        |        |        |        |        |
|  |             | Barbora Krejčíková Marin Draganja          | 3                                          | 3           |             |                               |                               |            |                               |            |            |            |  |  |        |        |        |        |        |
|  | 7           | Coco Vandewegheová Rajeev Ram              | 6                                          | 6           |             |                               |                               |            |                               |            |            |            |  |  |        |        |        |        |        |
|  | 7           | Coco Vandewegheová Rajeev Ram              | 6                                          | 6           |             | 7                             | Coco Vandewegheová Rajeev Ram | 7          | 6                             |            |            |            |  |  |        |        |        |        |        |
|  |             |                                            |                                            |             |             |                               | Coco Vandewegheová Rajeev Ram | 7          | 6                             |            |            |            |  |  |        |        |        |        |        |
|  |             |                                            | Anna-Lena Grönefeldová Robert Farah Maksúd | 64          | 4           |                               |                               |            |                               |            |            |            |  |  |        |        |        |        |        |
|  |             | Anna-Lena Grönefeldová Robert Farah Maksúd | Anna-Lena Grönefeldová Robert Farah Maksúd | 64          | 4           | 1                             | 6                             | [10]       |                               |            |            |            |  |  |        |        |        |        |        |
|  |             | Anna-Lena Grönefeldová Robert Farah Maksúd |                                            |             |             | 1                             | 6                             | [10]       |                               |            |            |            |  |  |        |        |        |        |        |
|  |             | Gabriela Dabrowská Rohan Bopanna           | 6                                          | 2           | [8]         |                               |                               |            |                               |            |            |            |  |  |        |        |        |        |        |
|  |             |                                            |                                            |             |             |                               |                               | 7          | Coco Vandewegheová Rajeev Ram | 4          | 4          |            |  |  |        |        |        |        |        |
|  |             |                                            |                                            |             |             |                               |                               |            |                               |            |            |            |  |  |        |        |        |        |        |
|  |             |                                            | Laura Siegemundová Mate Pavić              | 6           | 6           |                               |                               |            |                               |            |            |            |  |  |        |        |        |        |        |
|  | WC          | Nicole Gibbsová Dennis Novikov             | Laura Siegemundová Mate Pavić              | 6           | 6           | 2                             | 62                            |            |                               |            |            |            |  |  |        |        |        |        |        |
|  | WC          | Nicole Gibbsová Dennis Novikov             |                                            |             |             | 2                             | 62                            |            |                               |            |            |            |  |  |        |        |        |        |        |
|  |             | Laura Siegemundová Mate Pavić              | 6                                          | 7           |             |                               |                               |            |                               |            |            |            |  |  |        |        |        |        |        |
|  |             | Laura Siegemundová Mate Pavić              | 6                                          | 7           |             | Laura Siegemundová Mate Pavić | 7                             | 7          |                               |            |            |            |  |  |        |        |        |        |        |
|  |             |                                            |                                            |             |             |                               | 7                             | 7          |                               |            |            |            |  |  |        |        |        |        |        |
|  |             |                                            | Čan Jung-žan Nenad Zimonjić                | 65          | 5           |                               |                               |            |                               |            |            |            |  |  |        |        |        |        |        |
|  |             | Čan Jung-žan Nenad Zimonjić                | Čan Jung-žan Nenad Zimonjić                | 65          | 5           | 1                             | 6                             | [13]       |                               |            |            |            |  |  |        |        |        |        |        |
|  |             | Čan Jung-žan Nenad Zimonjić                |                                            |             |             | 1                             | 6                             | [13]       |                               |            |            |            |  |  |        |        |        |        |        |
|  | 2           | Jaroslava Švedovová Bruno Soares           | 6                                          | 3           | [11]        |                               |                               |            |                               |            |            |            |  |  |        |        |        |        |        |

## Junioři

### Dvouhra juniorů
|  | Čtvrtfinále | Čtvrtfinále           | Čtvrtfinále           | Čtvrtfinále | Čtvrtfinále |                   |                    | Semifinále | Semifinále | Semifinále | Semifinále | Semifinále |                       |   | Finále | Finále | Finále | Finále | Finále |
|  |             |                       |                       |             |             |                   |                    |            |            |            |            |            |                       |   |        |        |        |        |        |
|  | 1           | Stefanos Tsitsipas    | 6                     | 7           |             |                   |                    |            |            |            |            |            |                       |   |        |        |        |        |        |
|  | 11          | Kenneth Raisma        | 1                     | 64          |             |                   |                    |            |            |            |            |            |                       |   |        |        |        |        |        |
|  | 11          | Kenneth Raisma        | 1                     | 64          |             | 1                 | Stefanos Tsitsipas | 4          | 5          |            |            |            |                       |   |        |        |        |        |        |
|  |             |                       |                       |             |             |                   | Stefanos Tsitsipas | 4          | 5          |            |            |            |                       |   |        |        |        |        |        |
|  |             | 6                     | Félix Auger-Aliassime | 6           | 7           |                   |                    |            |            |            |            |            |                       |   |        |        |        |        |        |
|  | Q           | 6                     | Félix Auger-Aliassime | 6           | 7           | Patrick Kypson    | 1                  | 2          |            |            |            |            |                       |   |        |        |        |        |        |
|  | Q           |                       |                       |             |             | Patrick Kypson    | 1                  | 2          |            |            |            |            |                       |   |        |        |        |        |        |
|  | 6           | Félix Auger-Aliassime | 6                     | 6           |             |                   |                    |            |            |            |            |            |                       |   |        |        |        |        |        |
|  | 6           | Félix Auger-Aliassime | 6                     | 6           |             |                   |                    |            |            |            |            | 6          | Félix Auger-Aliassime | 6 | 6      |        |        |        |        |
|  |             |                       |                       |             |             |                   |                    |            |            |            |            |            |                       | 6 | 6      |        |        |        |        |
|  |             | 5                     | Miomir Kecmanović     | 3           | 0           |                   |                    |            |            |            |            |            |                       |   |        |        |        |        |        |
|  | 7           | 5                     | Miomir Kecmanović     | 3           | 0           | Josuke Watanuki   | 6                  | 6          |            |            |            |            |                       |   |        |        |        |        |        |
|  | 7           |                       |                       |             |             | Josuke Watanuki   | 6                  | 6          |            |            |            |            |                       |   |        |        |        |        |        |
|  |             | Chumojun Sultonov     | 4                     | 1           |             |                   |                    |            |            |            |            |            |                       |   |        |        |        |        |        |
|  |             | Chumojun Sultonov     | 4                     | 1           | 7           | Josuke Watanuki   | 1                  | 4          |            |            |            |            |                       |   |        |        |        |        |        |
|  |             |                       |                       |             |             |                   | 1                  | 4          |            |            |            |            |                       |   |        |        |        |        |        |
|  |             | 5                     | Miomir Kecmanović     | 6           | 6           |                   |                    |            |            |            |            |            |                       |   |        |        |        |        |        |
|  | 5           | 5                     | Miomir Kecmanović     | 6           | 6           | Miomir Kecmanović | 6                  | 5          | 6          |            |            |            |                       |   |        |        |        |        |        |
|  | 5           |                       |                       |             |             | Miomir Kecmanović | 6                  | 5          | 6          |            |            |            |                       |   |        |        |        |        |        |
|  | 13          | Nicola Kuhn           | 2                     | 7           | 4           |                   |                    |            |            |            |            |            |                       |   |        |        |        |        |        |

### Dvouhra juniorek
|  | Čtvrtfinále | Čtvrtfinále               | Čtvrtfinále      | Čtvrtfinále | Čtvrtfinále |                     |                     | Semifinále | Semifinále       | Semifinále | Semifinále | Semifinále |  |  | Finále | Finále | Finále | Finále | Finále |
|  |             |                           |                  |             |             |                     |                     |            |                  |            |            |            |  |  |        |        |        |        |        |
|  | 1           | Anastasija Potapovová     | 3                | 60          |             |                     |                     |            |                  |            |            |            |  |  |        |        |        |        |        |
|  | 8           | Sofia Keninová            | 6                | 7           |             |                     |                     |            |                  |            |            |            |  |  |        |        |        |        |        |
|  | 8           | Sofia Keninová            | 6                | 7           |             | 8                   | Sofia Keninová      | 7          | 5                | 63         |            |            |  |  |        |        |        |        |        |
|  |             |                           |                  |             |             |                     | Sofia Keninová      | 7          | 5                | 63         |            |            |  |  |        |        |        |        |        |
|  |             | 13                        | Viktória Kužmová | 62          | 7           | 7                   |                     |            |                  |            |            |            |  |  |        |        |        |        |        |
|  | 13          | 13                        | Viktória Kužmová | 62          | 7           | 7                   | Viktória Kužmová    | 7          | 6                |            |            |            |  |  |        |        |        |        |        |
|  | 13          |                           |                  |             |             |                     | Viktória Kužmová    | 7          | 6                |            |            |            |  |  |        |        |        |        |        |
|  |             | Tessah Andrianjafitrimová | 5                | 4           |             |                     |                     |            |                  |            |            |            |  |  |        |        |        |        |        |
|  |             |                           |                  |             |             |                     |                     | 13         | Viktória Kužmová | 3          | 2          |            |  |  |        |        |        |        |        |
|  |             |                           |                  |             |             |                     |                     |            |                  |            |            |            |  |  |        |        |        |        |        |
|  |             | 5                         | Kayla Dayová     | 6           | 6           |                     |                     |            |                  |            |            |            |  |  |        |        |        |        |        |
|  | 7           | 5                         | Kayla Dayová     | 6           | 6           | Bianca Andreescuová | 6                   | 6          |                  |            |            |            |  |  |        |        |        |        |        |
|  | 7           |                           |                  |             |             | Bianca Andreescuová | 6                   | 6          |                  |            |            |            |  |  |        |        |        |        |        |
|  | LL          | Vanessa Ongová            | 4                | 2           |             |                     |                     |            |                  |            |            |            |  |  |        |        |        |        |        |
|  | LL          | Vanessa Ongová            | 4                | 2           |             | 7                   | Bianca Andreescuová | 7          | 1                | 2          |            |            |  |  |        |        |        |        |        |
|  |             |                           |                  |             |             |                     | Bianca Andreescuová | 7          | 1                | 2          |            |            |  |  |        |        |        |        |        |
|  |             | 5                         | Kayla Dayová     | 5           | 6           | 6                   |                     |            |                  |            |            |            |  |  |        |        |        |        |        |
|  | 5           | 5                         | Kayla Dayová     | 5           | 6           | 6                   | Kayla Dayová        | 6          | 6                |            |            |            |  |  |        |        |        |        |        |
|  | 5           |                           |                  |             |             |                     | Kayla Dayová        | 6          | 6                |            |            |            |  |  |        |        |        |        |        |
|  | WC          | Carson Branstineová       | 2                | 3           |             |                     |                     |            |                  |            |            |            |  |  |        |        |        |        |        |

### Čtyřhra juniorů

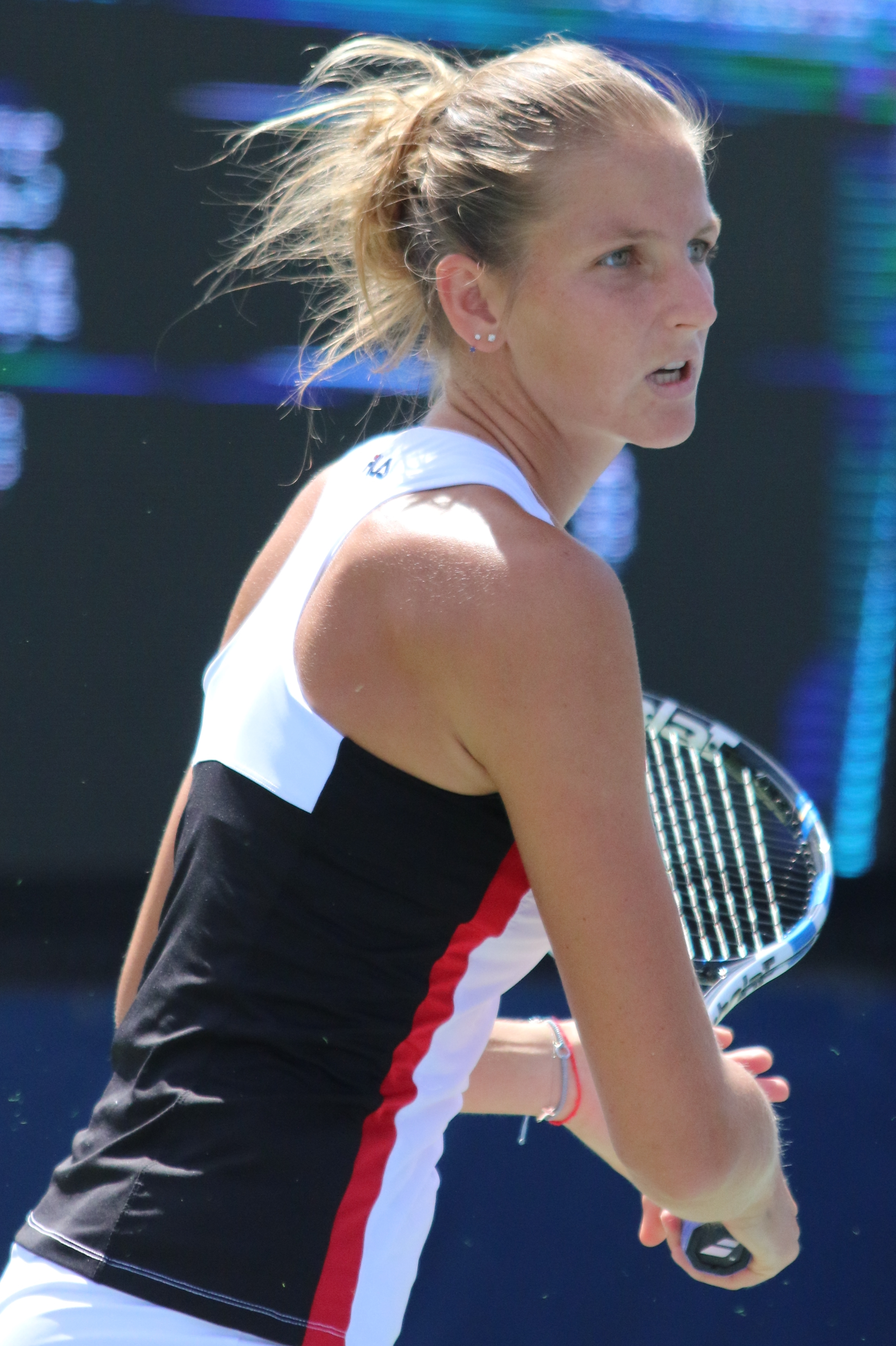
Karolína Plíšková si zahrála první kariérní finále na grandslamu

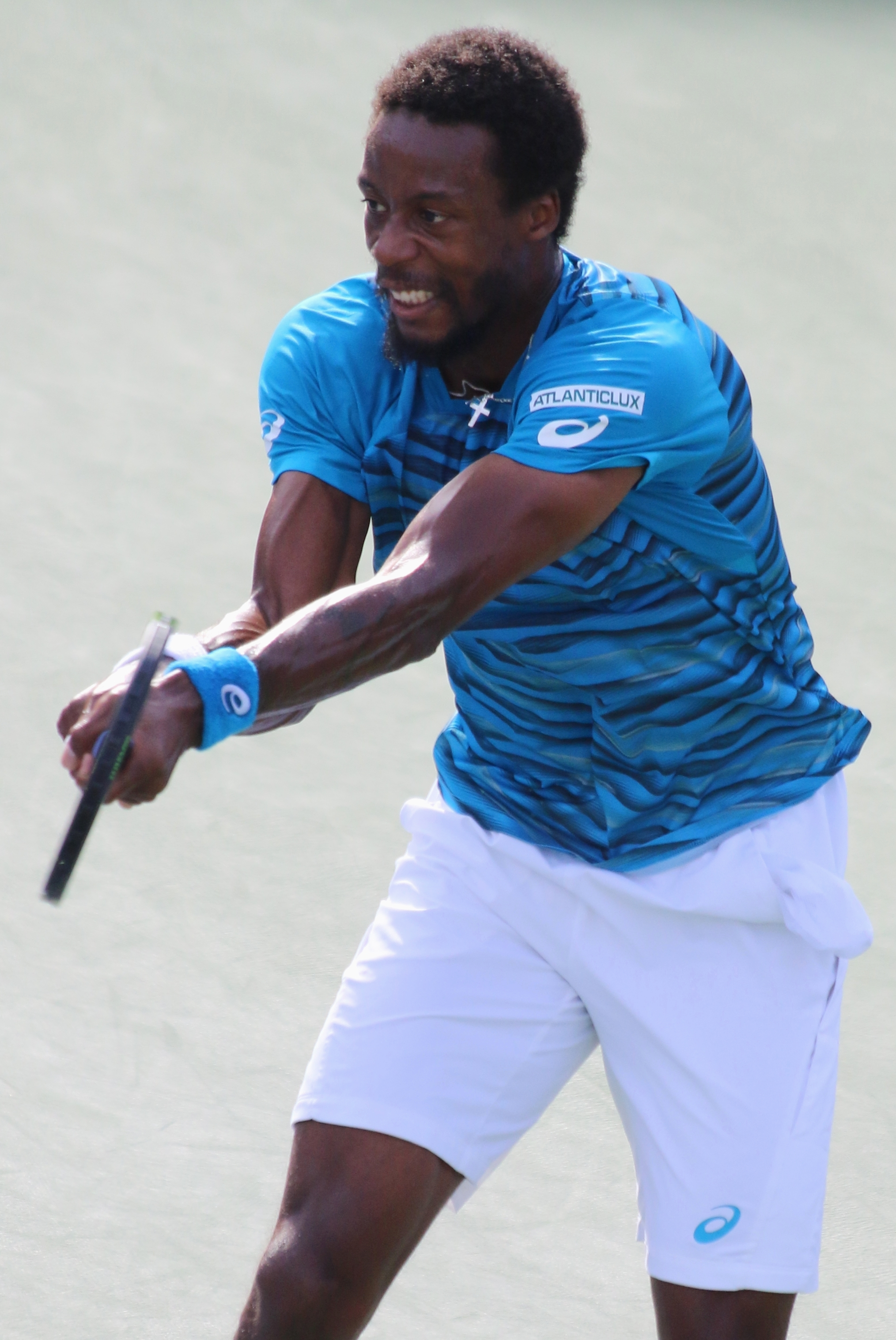
Gaël Monfils vyrovnal semifinálem své kariérní grandslamové maximum

|  | Semifinále | Semifinále                                | Semifinále                                | Semifinále | Semifinále |   |   | Finále                                 | Finále | Finále | Finále | Finále |
|  |            |                                           |                                           |            |            |   |   |                                        |        |        |        |        |
|  |            | Toru Horie Juta Šimizu                    | 6                                         | 4          | [9]        |   |   |                                        |        |        |        |        |
|  | 3          | Félix Auger-Aliassime Benjamin Sigouin    | 3                                         | 6          | [11]       |   |   |                                        |        |        |        |        |
|  | 3          | Félix Auger-Aliassime Benjamin Sigouin    | 3                                         | 6          | [11]       |   | 3 | Félix Auger-Aliassime Benjamin Sigouin | 3      | 64     |        |        |
|  |            |                                           |                                           |            |            |   | 3 | Félix Auger-Aliassime Benjamin Sigouin | 3      | 64     |        |        |
|  |            |                                           | Juan Carlos Aguilar Felipe Meligeni Alves | 6          | 7          |   |   |                                        |        |        |        |        |
|  |            | Juan Carlos Aguilar Felipe Meligeni Alves | Juan Carlos Aguilar Felipe Meligeni Alves | 6          | 7          | 4 | 7 | [10]                                   |        |        |        |        |
|  |            | Juan Carlos Aguilar Felipe Meligeni Alves |                                           |            |            | 4 | 7 | [10]                                   |        |        |        |        |
|  |            | Zizou Bergs Yšaj Oliel                    | 6                                         | 61         | [2]        |   |   |                                        |        |        |        |        |

### Čtyřhra juniorek
|  | Semifinále | Semifinále                        | Semifinále                        | Semifinále | Semifinále |      |    | Finále                        | Finále | Finále | Finále | Finále |
|  |            |                                   |                                   |            |            |      |    |                               |        |        |        |        |
|  | WC         | Jada Hartová Ena Shibaharová      | 6                                 | 4          | [10]       |      |    |                               |        |        |        |        |
|  | 5          | Kaja Juvanová Iga Świąteková      | 3                                 | 6          | [4]        |      |    |                               |        |        |        |        |
|  | 5          | Kaja Juvanová Iga Świąteková      | 3                                 | 6          | [4]        |      | WC | Jada Hartová Ena Shibaharaová | 4      | 6      | [13]   |        |
|  |            |                                   |                                   |            |            |      | WC | Jada Hartová Ena Shibaharaová | 4      | 6      | [13]   |        |
|  |            |                                   | Kayla Dayová Caroline Dolehideová | 6          | 2          | [11] |    |                               |        |        |        |        |
|  |            | Kayla Dayová Caroline Dolehideová | Kayla Dayová Caroline Dolehideová | 6          | 2          | [11] | 6  | 6                             |        |        |        |        |
|  |            | Kayla Dayová Caroline Dolehideová |                                   |            |            |      | 6  | 6                             |        |        |        |        |
|  |            | Mai Hontamová Anastasija Zarycká  | 4                                 | 1          |            |      |    |                               |        |        |        |        |

## Legendy

### Mužské legendy
|  | Semifinále | Semifinále                   | Semifinále                   | Semifinále | Semifinále |                             |   | Finále | Finále | Finále | Finále | Finále |
|  |            |                              |                              |            |            |                             |   |        |        |        |        |        |
|  |            | Pat Cash Mark Philippoussis  | 7                            | 7          |            |                             |   |        |        |        |        |        |
|  |            | Michael Chang Rick Leach     | 5                            | 5          |            |                             |   |        |        |        |        |        |
|  |            | Michael Chang Rick Leach     | 5                            | 5          |            | Pat Cash Mark Philippoussis | 6 | 6      |        |        |        |        |
|  |            |                              |                              |            |            | Pat Cash Mark Philippoussis | 6 | 6      |        |        |        |        |
|  |            |                              | John McEnroe Patrick McEnroe | 4          | 3          |                             |   |        |        |        |        |        |
|  |            | Jimmy Arias Henri Leconte    | John McEnroe Patrick McEnroe | 4          | 3          | 4                           | 1 |        |        |        |        |        |
|  |            | Jimmy Arias Henri Leconte    |                              |            |            | 4                           | 1 |        |        |        |        |        |
|  |            | John McEnroe Patrick McEnroe | 6                            | 6          |            |                             |   |        |        |        |        |        |

### Ženské legendy
|  | Semifinále | Semifinále                                    | Semifinále                                    | Semifinále | Semifinále |                                            |   | Finále | Finále | Finále | Finále | Finále |
|  |            |                                               |                                               |            |            |                                            |   |        |        |        |        |        |
|  |            | Iva Majoliová Dinara Safinová                 | 2                                             | 4          |            |                                            |   |        |        |        |        |        |
|  |            | Lindsay Davenportová Mary Joe Fernandezová    | 6                                             | 6          |            |                                            |   |        |        |        |        |        |
|  |            | Lindsay Davenportová Mary Joe Fernandezová    | 6                                             | 6          |            | Lindsay Davenportová Mary Joe Fernandezová | 6 | 6      |        |        |        |        |
|  |            |                                               |                                               |            |            | Lindsay Davenportová Mary Joe Fernandezová | 6 | 6      |        |        |        |        |
|  |            |                                               | Martina Navrátilová Arantxa Sánchez Vicariová | 4          | 2          |                                            |   |        |        |        |        |        |
|  |            | Tracy Austinová Gigi Fernándezová             | Martina Navrátilová Arantxa Sánchez Vicariová | 4          | 2          | 3                                          | 4 |        |        |        |        |        |
|  |            | Tracy Austinová Gigi Fernándezová             |                                               |            |            | 3                                          | 4 |        |        |        |        |        |
|  |            | Martina Navrátilová Arantxa Sánchez Vicariová | 6                                             | 6          |            |                                            |   |        |        |        |        |        |

## Divoké karty
Následující tenisté obdrželi divokou kartu do hlavních soutěží.
Divoké karty pro zástupce australského a francouzského tenisu v singlových soutěžích byly přiděleny v rámci reciproční dohody tří ze čtyř tenisových svazů pořádajících Grand Slam – Tennis Australia, United States Tennis Association (USTA) a Fédération Française de tennis (FFT). Francouzská federace je udělila Virginii Razzanové. Australský svaz zvolil Jamese Duckwortha a Ellen Perezovou.
| - Juan Martín del Potro - James Duckworth - Ernesto Escobedo - Bjorn Fratangelo - Mackenzie McDonald - Michael Mmoh - Rajeev Ram - Frances Tiafoe | - Danielle Collinsová - Kayla Dayová - Lauren Davisová - Sofia Keninová - Vania Kingová - Bethanie Matteková-Sandsová - Ellen Perezová - Virginie Razzanová |

| - Taylor Fritz / Tommy Paul - Ryan Harrison / Austin Krajicek - Denis Kudla / Dennis Novikov - Mackenzie McDonald / Martin Redlicki - John McNally / Jeffrey Wolf - Nicolas Meister / Eric Quigley - Daniel Nguyen / Noah Rubin | - Brooke Austinová / Kourtney Keeganová - Catherine Bellisová / Julia Boserupová - Jacqueline Caková / Danielle Laová - Samantha Crawfordová / Jessica Pegulaová - Jada Hartová / Ena Shibaharová - Asia Muhammadová / Taylor Townsendová - Ashley Weinholdová / Caitlin Whoriskeyová |

### Smíšená čtyřhra
- Emina Bektasová /  Evan King
- Nicole Gibbsová /  Dennis Novikov
- Martina Hingisová /  Leander Paes
- Jamie Loebová /  Noah Rubin
- Christina McHaleová /  Ryan Harrison
- Melanie Oudinová /  Mitchell Krueger
- Taylor Townsendová /  Donald Young
- Sachia Vickeryová /  Frances Tiafoe

## Kvalifikanti
Následující tenisté postoupili do hlavních soutěží také z kvalifikací, které probíhaly od 23. do 26. srpna 2016 v areálu Národního tenisového centra Billie Jean Kingové.
| Mužští kvalifikanti |
| --- |
| 1. Alessandro Giannessi 2. Christian Harrison 3. Karen Chačanov 4. Guido Andreozzi 5. Jan Šátral 6. Steve Darcis 7. Márton Fucsovics 8. Thomas Fabbiano 9. Radek Štěpánek 10. Guilherme Clezar 11. Ryan Harrison 12. Ilja Ivaška 13. Saketh Myneni 14. Jared Donaldson 15. Marco Chiudinelli 16. Mischa Zverev |
| Šťastní poražení |
| 1. Jozef Kovalík 2. Daniel Brands |

| Ženské kvalifikantky |
| --- |
| 1. Kristína Kučová 2. Tuan Jing-jing 3. Montserrat Gonzálezová 4. Nadia Podoroská 5. Elise Mertensová 6. Mandy Minellaová 7. Catherine Bellisová 8. Wang Ja-fan 9. Taylor Townsendová 10. Jessica Pegulaová 11. Ana Bogdanová 12. Barbara Haasová 13. Richèl Hogenkampová 14. Antonia Lottnerová 15. Laura Robsonová 16. Aleksandra Krunićová |
| Šťastná poražená |
| 1. Alison Van Uytvancková |